# Lupita Jones
Pour les articles homonymes, voir Jones et Garay.
Lupita Jones, à l’état civil María Guadalupe Jones Garay le 6 septembre 1967 à Mexicali, Basse-Californie, est la première femme mexicaine à être devenue Miss Univers, lors de Miss Univers 1991. Depuis 1994, elle préside le comité du concours de beauté Nuestra Belleza México, sélection officielle du Mexique à Miss Univers.

## Biographie
Lupita Jones est diplômée en Administration d'entreprises et en Administration industrielle au Centro de Enseñanza Técnica y Superior (es) de Mexicali. Elle travailla comme chargée des Relations Publiques au Casino Mexicali, où une collègue lui conseilla de se présenter au concours de beauté de l'état, Señorita Baja California. Elle accepta, et remporta le prix le 29 juin 1990.

Le 3 septembre 1990 furent présentées à la presse les candidates au trophée national Señorita México. La finale du concours eut lieu le 29 septembre. Lupita Jones le remporta, devançant Lilia Serrano, représentante du Chiapas, qui en était la favorite.

L'année suivante, le 17 mai 1991, elle remporta le concours de Miss Univers à Las Vegas, parmi 72 prétendantes.
En 1992 Lupita Jones fonda la société Promocertamen, et créa en 1994 le concours Nuestra Belleza México, qui remplaça Señorita México. En 1999, elle décida que ce concours devait financer un programme important de traitement de jeunes filles malades au travers de Desarrollo Integral de la Familia.

## Filmographie

### Telenovelas
- 2007 : Tormenta en el paraíso : Elle-même
- 2007 : Pecados ajenos : Esmeralda
- 2013 : Rosario : Fabiana Silva
- 2014 : La malquerida : Carmen Gallardo Vda de Torres
- 2015 : Como dice el dicho : Chicken

### Programmes télévisés
- La Hora Pico : Invitée
- 100 mexicanos dijeron
- 2007-2008 : Pecados ajenos : Esmeralda
- 2008 : Me quiero enamorar : Conseillère
- 2012 : Se vale : danseuse
- 2008-2014 : Nuestra Belleza Latina : Jury